# 灣仔街市

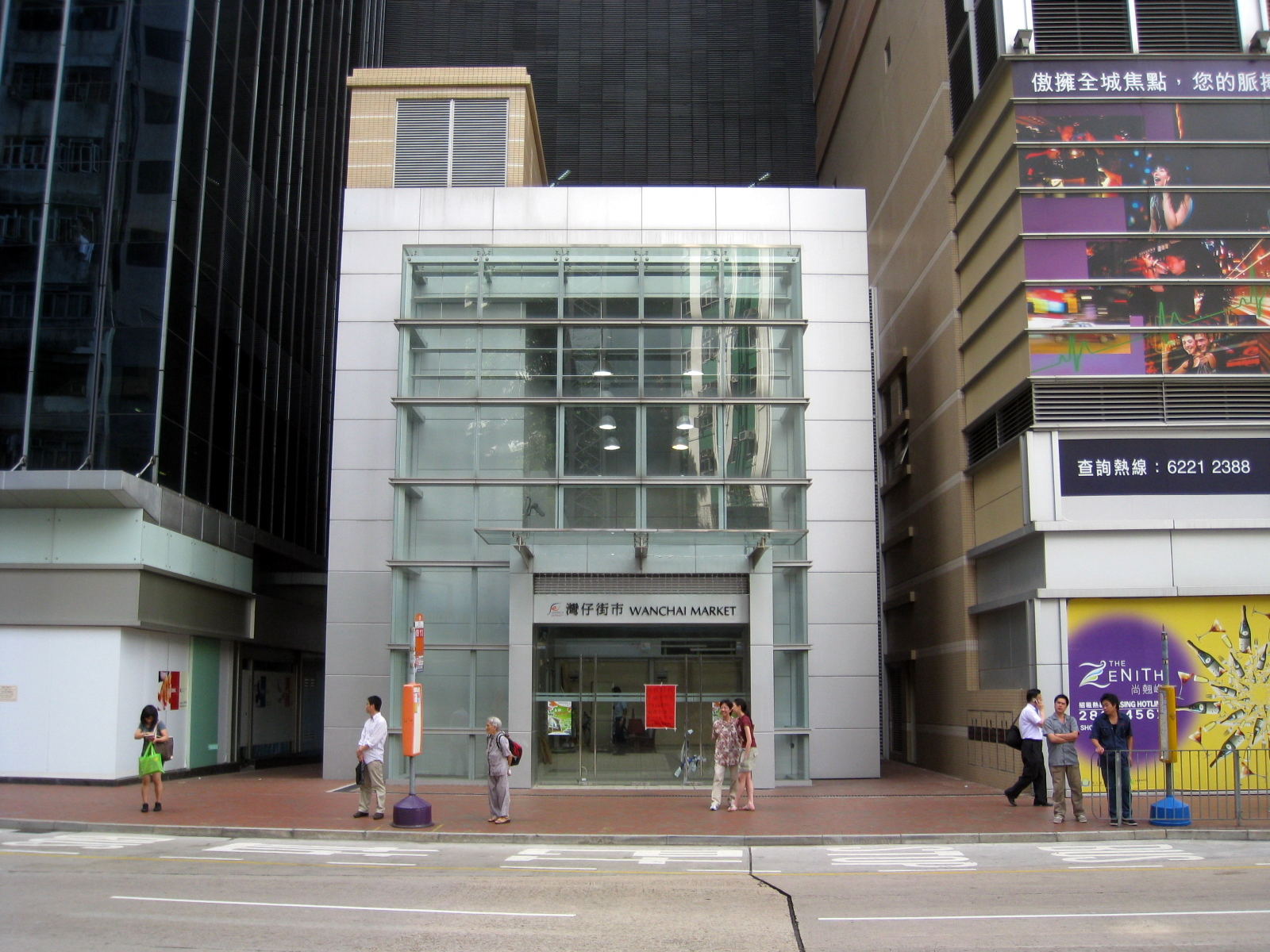
新灣仔街市皇后大道東出入口

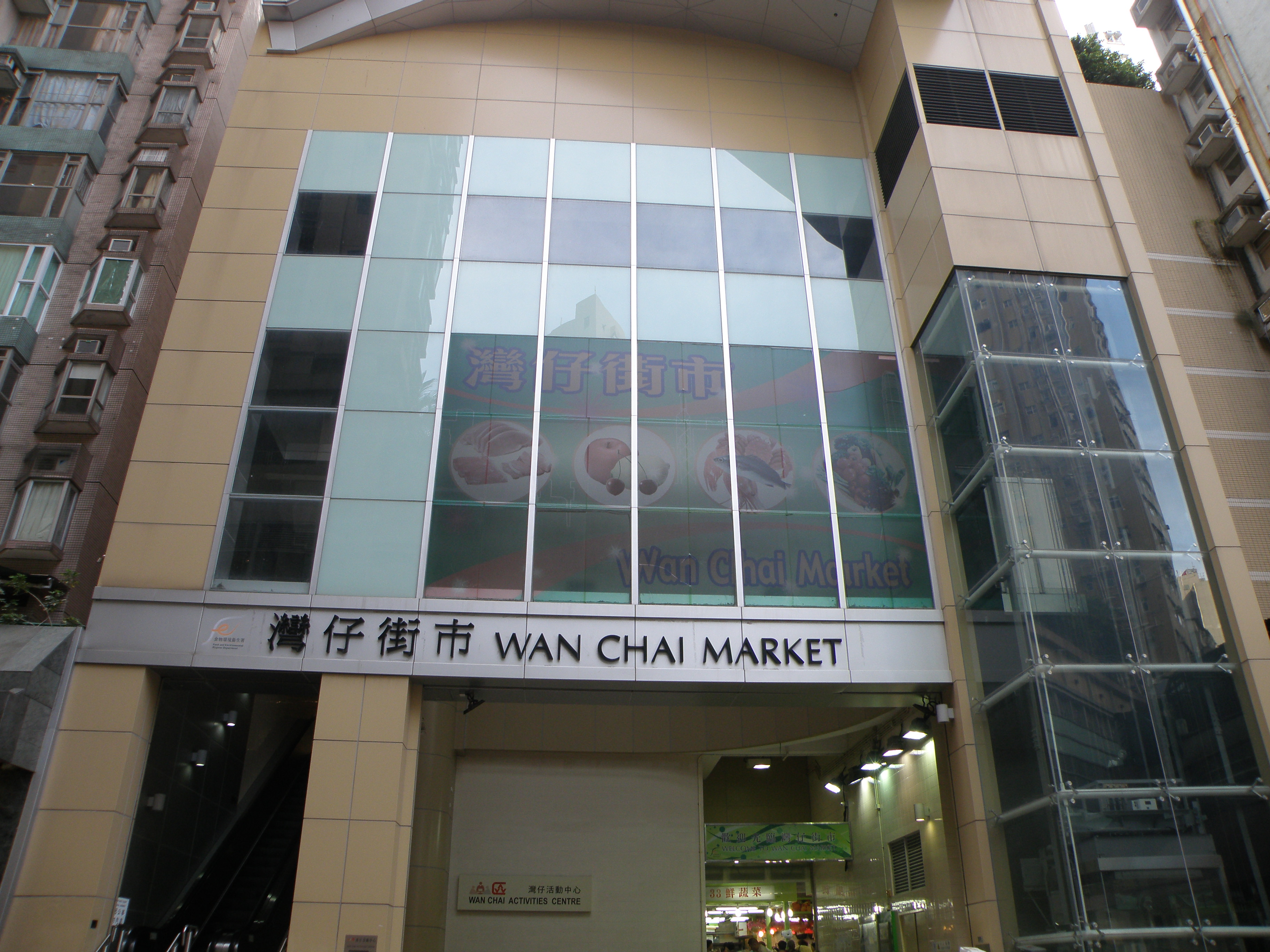
新灣仔街市灣仔道出入口

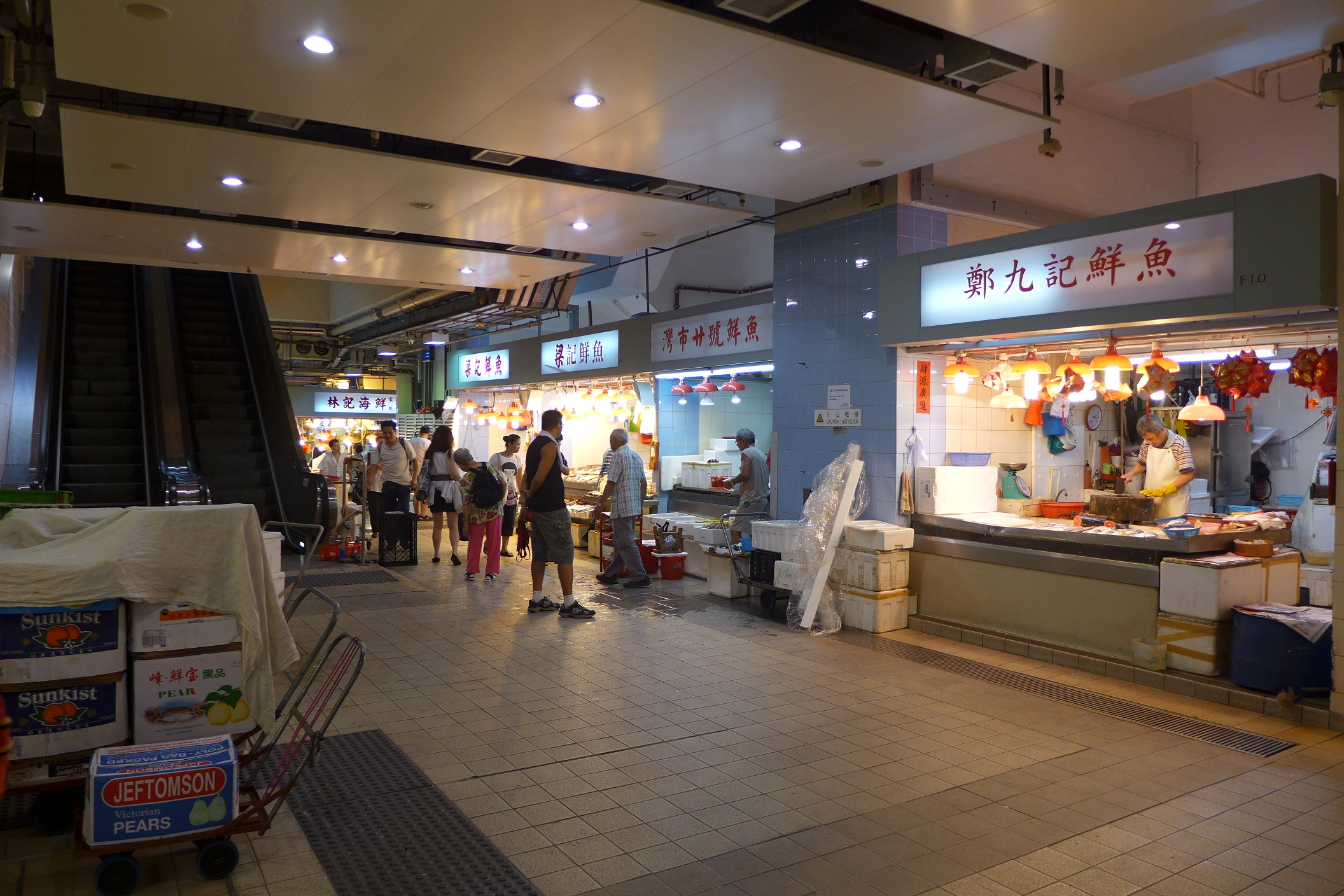
新灣仔街市內貌

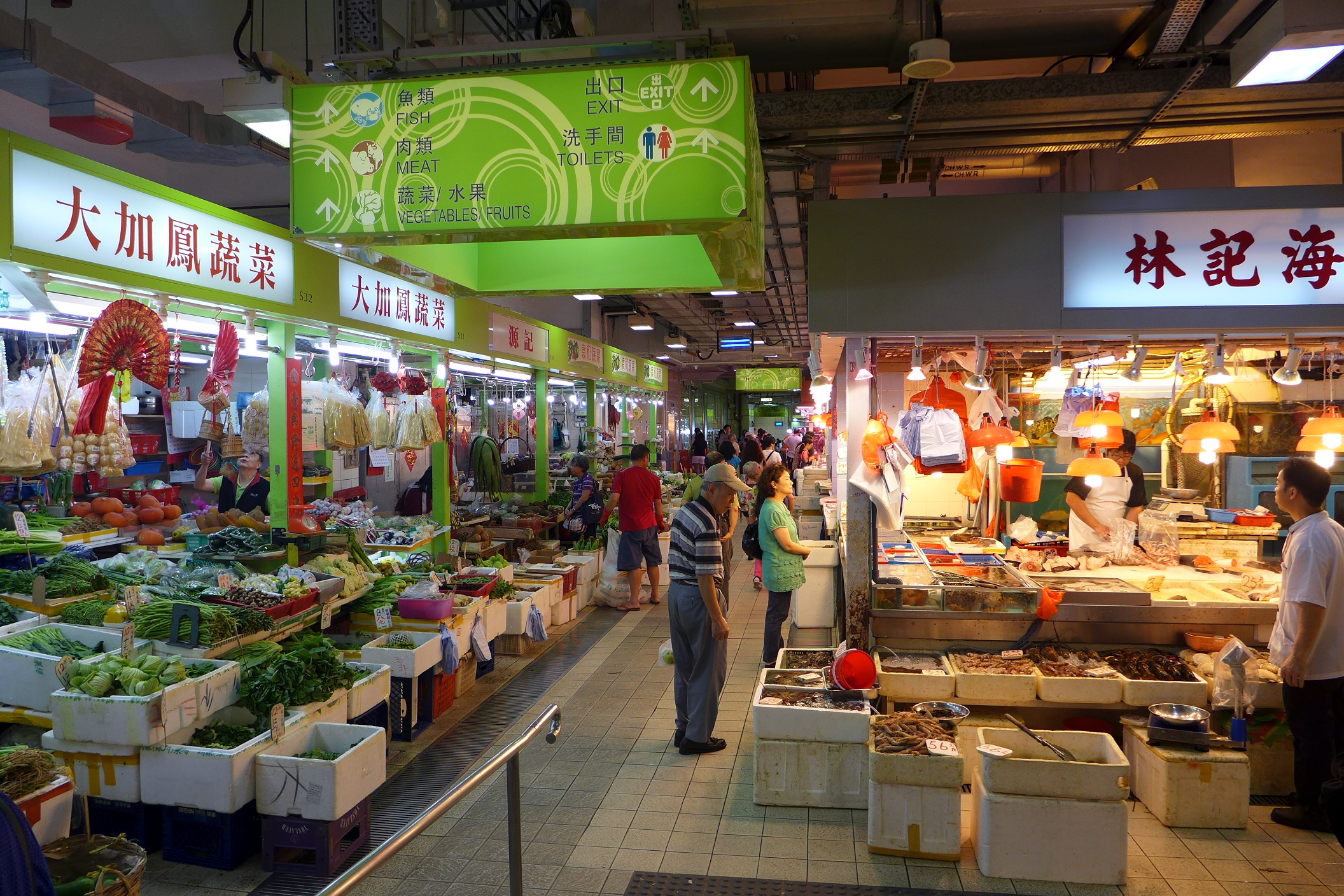
新灣仔街市內部

灣仔街市（英語：Wanchai Market）是香港的街市建築，現時位於香港島灣仔皇后大道東258號，即是太原街以東尚翹峰基座下，舊灣仔街市的西面。新街市的面積比舊街市大一倍（總面積約1,171平方米）、是一座樓高三層（地庫、地下和一樓）、有空調的新街市，有灣仔道、交加街和皇后大道東三個出入口，另在太原街有一個貨物起卸出入口。

## 歷史
新灣仔街市於2007年中落成，用作取代舊灣仔街市及鄰近太原街、交加街一帶的露天市集，但因舊街市及露天市集商戶不願遷入，加上舊街市的去留問題，令街市檔位的公開競投一直拖延到2008年8月22日才進行，並宣佈於同年9月1日啟用；然而新街市能否擁有像舊街市一般的高評價，則需經過時間的證明。
由於願意遷入的商戶不足，原有三層的新街市最後僅開放地面一層。新街市的一樓改作酒牌局辦公室，以及食環署其他部門的辦事處。食物環境衞生署屬下食物安全中心的入口登記辦事處於2010年4月26日遷往1樓119室並更名為「食物進口商／分銷商登記及進口簽證辦事處」。而新街市的地庫一度空置，後於2011年7月22日開設民政事務總署轄下的灣仔活動中心。

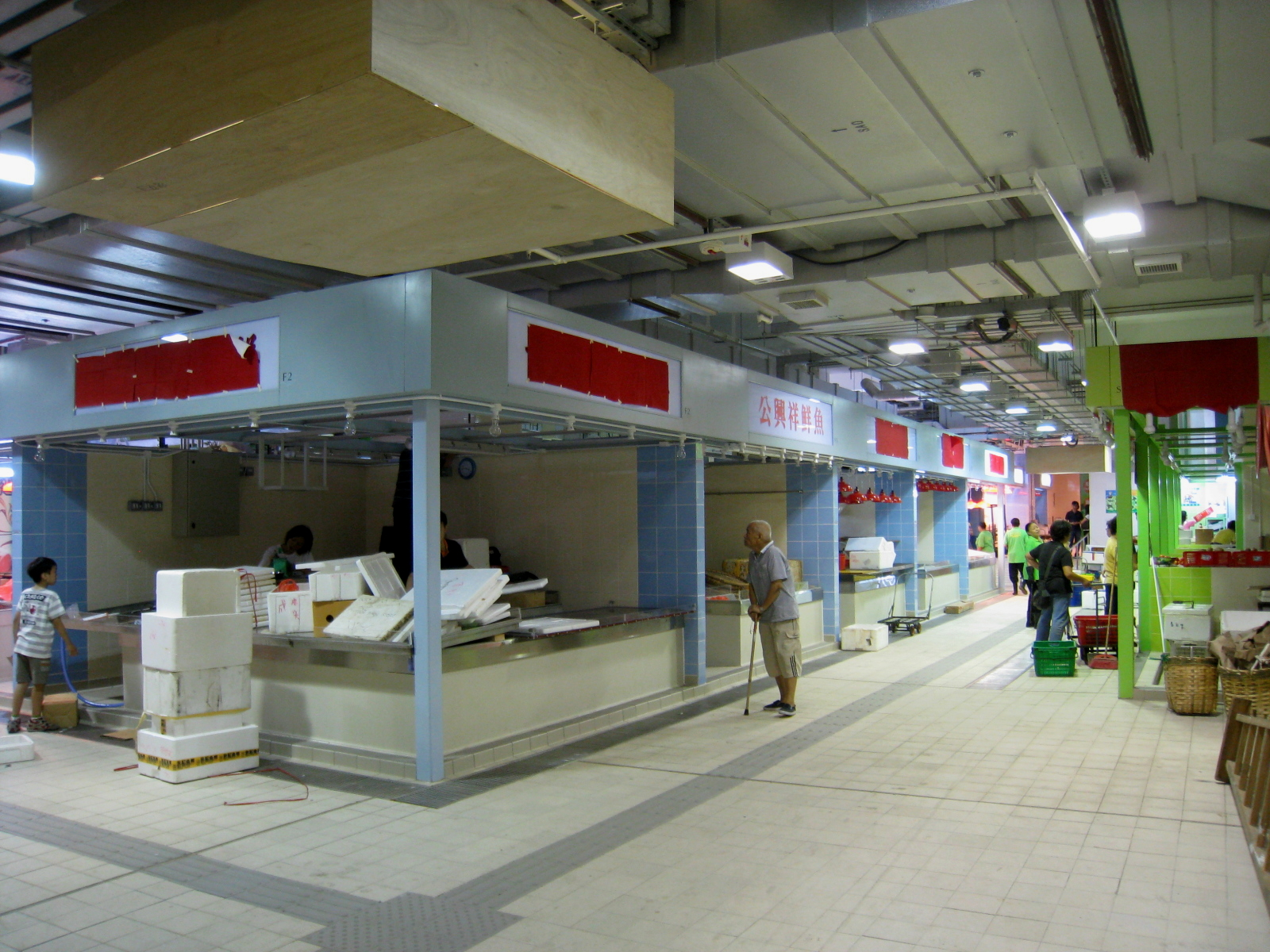
新灣仔街市交收前內部
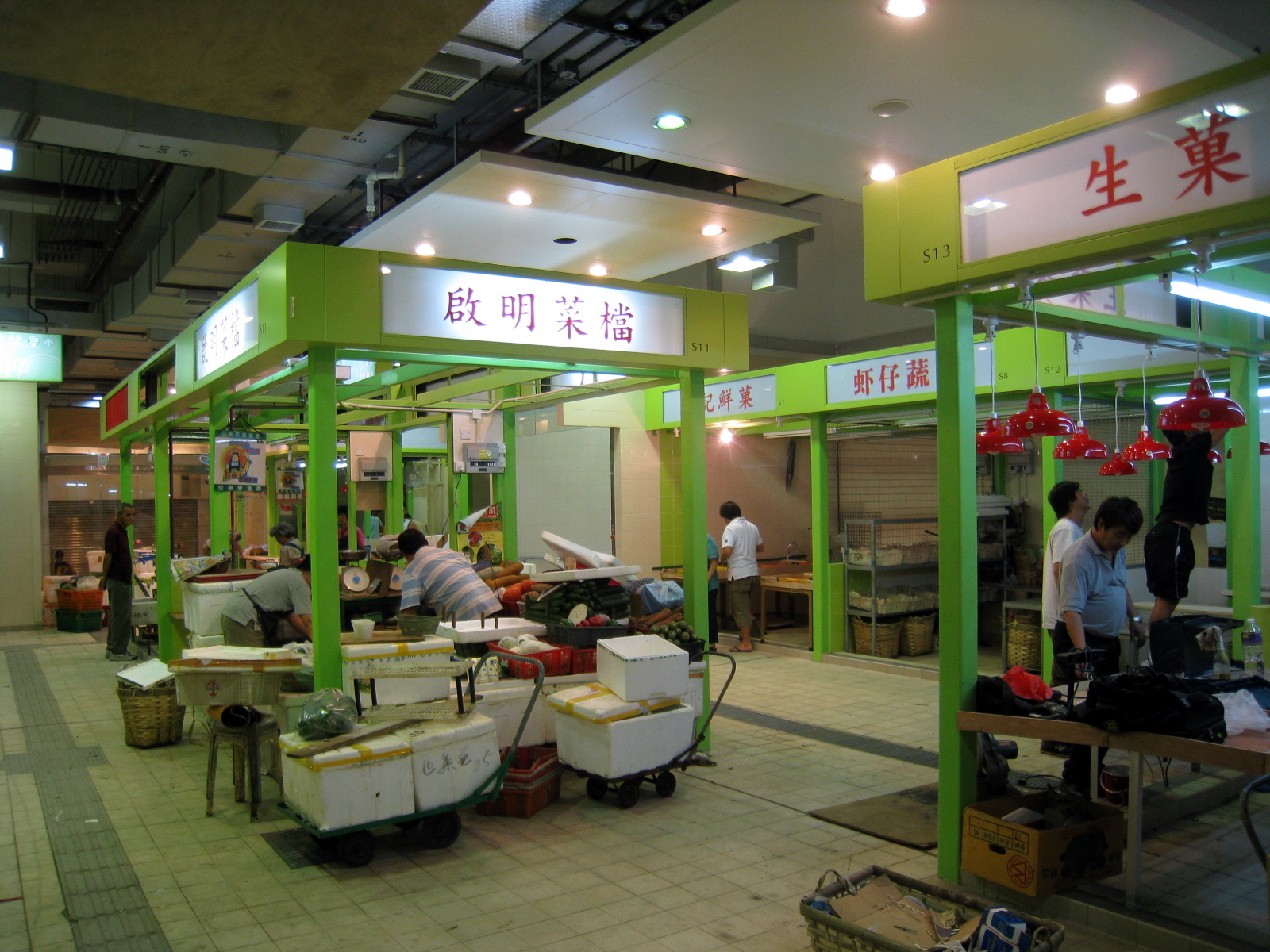
新街市租戶準備街市正式啟用
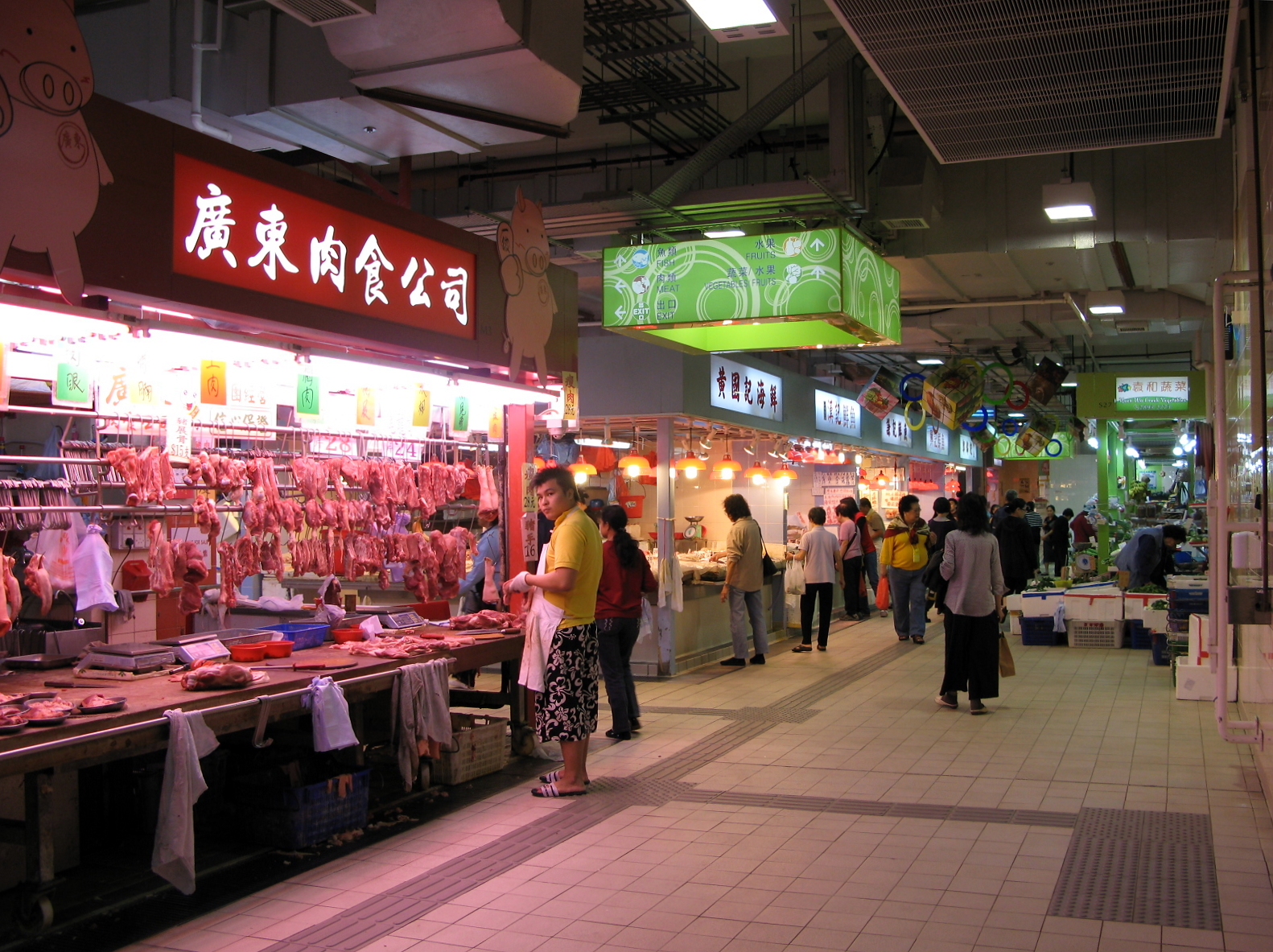
新灣仔街市內部

## 相關
- 傳統市場
- 香港市區重建局

## 外部連結
- 灣仔街市地圖 （页面存档备份，存于）